# Ministère fédéral de la Coopération économique
Pour les articles homonymes, voir BMZ.
Le ministère fédéral de la Coopération économique et du Développement (en allemand : Bundesministerium für wirtschaftliche Zusammenarbeit und Entwicklung, BMZ, en forme courte Entwicklungsministerium) est le ministère fédéral allemand responsable de la coopération internationale et de l'aide au développement.
Il est dirigé depuis le 6 mai 2025 par la sociale-démocrate Reem Alabali-Radovan.

## Mission
Le ministère a pour mission :
- de déterminer et de conduire la politique de la république fédérale en matière de coopération au développement économique ;
- d’encourager le développement de la démocratie, des droits de l’Homme, de l’égalité entre les sexes dans le monde ;
- d’encourager le développement des échanges commerciaux profitables au développement ;
- de gérer la contribution allemande aux organisations internationales de développement économique comme la Banque mondiale, le Fonds monétaire international, les banques régionales de développement, l’Organisation mondiale du commerce et certaines agences des Nations unies, et d’y représente officiellement l’Allemagne ;
- d’informer la population allemande sur les buts, les moyens et la signification de la politique de développement.

Tout en agissant directement, il s’associe également à des organisations non gouvernementales, notamment pour évaluer sa politique et l’application des accords avec les pays partenaires.
En raison des implications géopolitiques de son portefeuille, le ministre participe depuis 1998 au Conseil fédéral de sécurité.

## Organisation

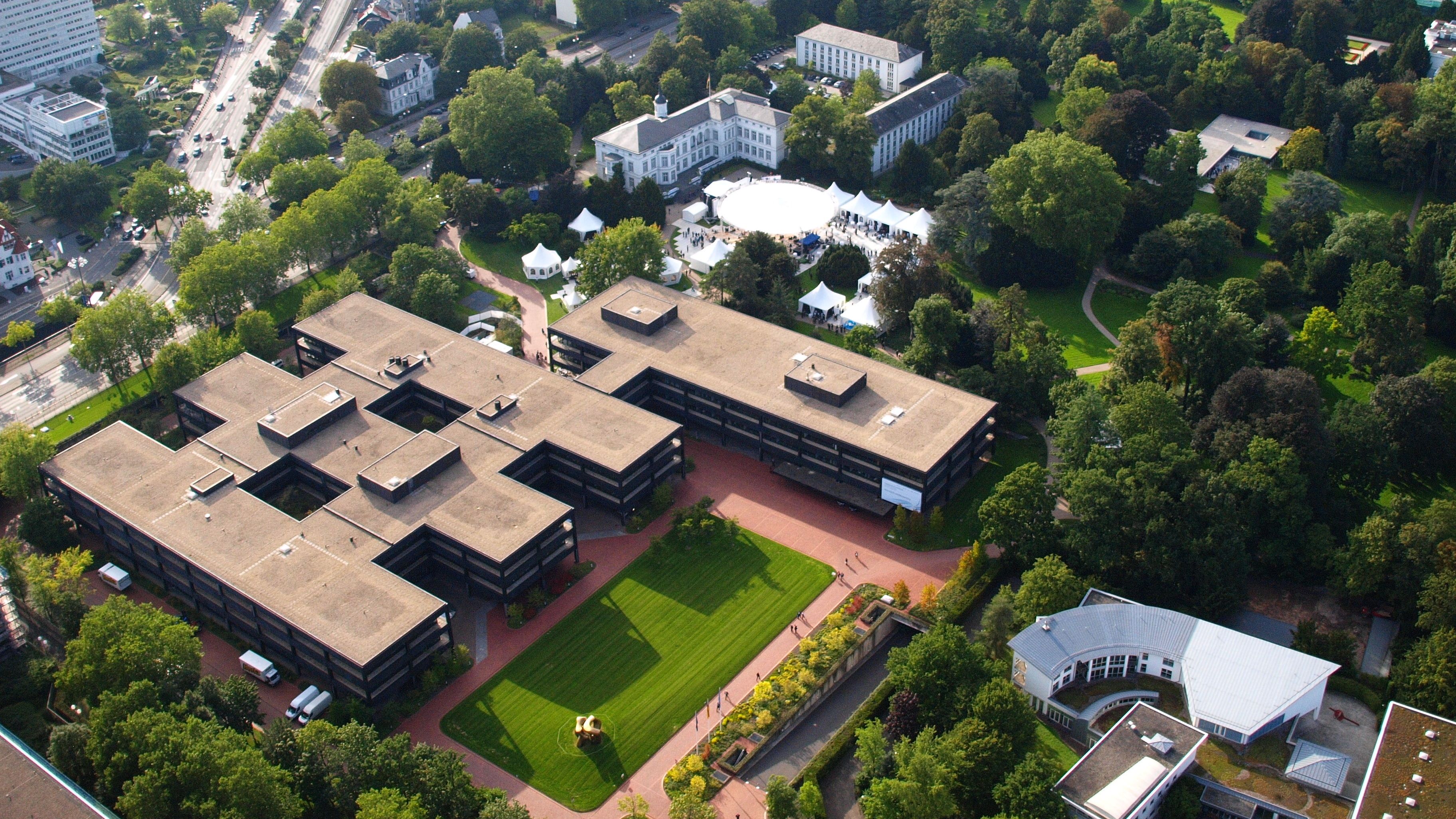
Le siège du ministère, à Bonn.

Le ministère est une administration fédérale suprême. Le budget fédéral attribue au ministère 4,493 milliards d’euros pour 2007.
Le siège du ministère est à Bonn, dans l’ancienne Chancellerie fédérale, inaugurée en 1976. Il dispose d’un deuxième siège à Berlin baptisé Europahaus.

## Histoire
En 1961 est créé le ministère fédéral de la Coopération économique (Bundesministerium für wirtschaftliche Zusammenarbeit) afin d’exercer des compétences auparavant attribuées à différents ministères. Il ne doit pas être confondu avec le « ministère fédéral de la Coopération économique » ayant existé de 1953 à 1957, issu du simple changement de dénomination du ministère fédéral des Affaires du plan Marshall.
Il est renommé ministère fédéral de la Coopération économique et du développement le 22 janvier 1993.

## Liste des ministres chargés de la coopération depuis 1961
| Nom                                                                             | Nom                        | Dates du mandat   | Dates du mandat  | Parti | Cabinet(s)                         |
| ------------------------------------------------------------------------------- | -------------------------- | ----------------- | ---------------- | ----- | ---------------------------------- |
|                                                                                 | Walter Scheel              | 14 novembre 1961  | 28 octobre 1966  | FDP   | Adenauer IV et V Erhard I et II    |
|                                                                                 | Werner Dollinger (intérim) | 28 octobre 1966   | 30 novembre 1966 | CSU   | Erhard II                          |
|                                                                                 | Hans-Jürgen Wischnewski    | 1er décembre 1966 | 2 octobre 1968   | SPD   | Kiesinger                          |
|                                                                                 | Erhard Eppler              | 16 octobre 1968   | 8 juillet 1974   | SPD   | Kiesinger Brandt I et II Schmidt I |
|                                                                                 | Egon Bahr                  | 8 juillet 1974    | 14 décembre 1976 | SPD   | Schmidt I                          |
|                                                                                 | Marie Schlei               | 14 décembre 1976  | 16 février 1978  | SPD   | Schmidt II                         |
|                                                                                 | Rainer Offergeld           | 16 février 1978   | 1er octobre 1982 | SPD   | Schmidt II et III                  |
|                                                                                 | Jürgen Warnke              | 4 octobre 1982    | 11 mars 1987     | CSU   | Kohl I et II                       |
|                                                                                 | Hans Klein                 | 12 mars 1987      | 21 avril 1989    | CSU   | Kohl III                           |
|                                                                                 | Jürgen Warnke              | 21 avril 1989     | 11 janvier 1991  | CSU   | Kohl III                           |
|                                                                                 | Carl-Dieter Spranger       | 11 janvier 1991   | 26 octobre 1998  | CSU   | Kohl IV et V                       |
|                                                                                 | Heidemarie Wieczorek-Zeul  | 27 octobre 1998   | 27 octobre 2009  | SPD   | Schröder I et II Merkel I          |
|                                                                                 | Dirk Niebel                | 28 octobre 2009   | 17 décembre 2013 | FDP   | Merkel II                          |
|                                                                                 | Gerd Müller                | 17 décembre 2013  | 8 décembre 2021  | CSU   | Merkel III et IV                   |
|                                                                                 | Svenja Schulze             | 8 décembre 2021   | 6 mai 2025       | SPD   | Scholz                             |
|                                                                                 | Reem Alabali-Radovan       | 6 mai 2025        | en fonction      | SPD   | Merz                               |
| Titre du portefeuille : - Depuis 1993 : Coopération économique et Développement |                            |                   |                  |       |                                    |